# Палац принцес

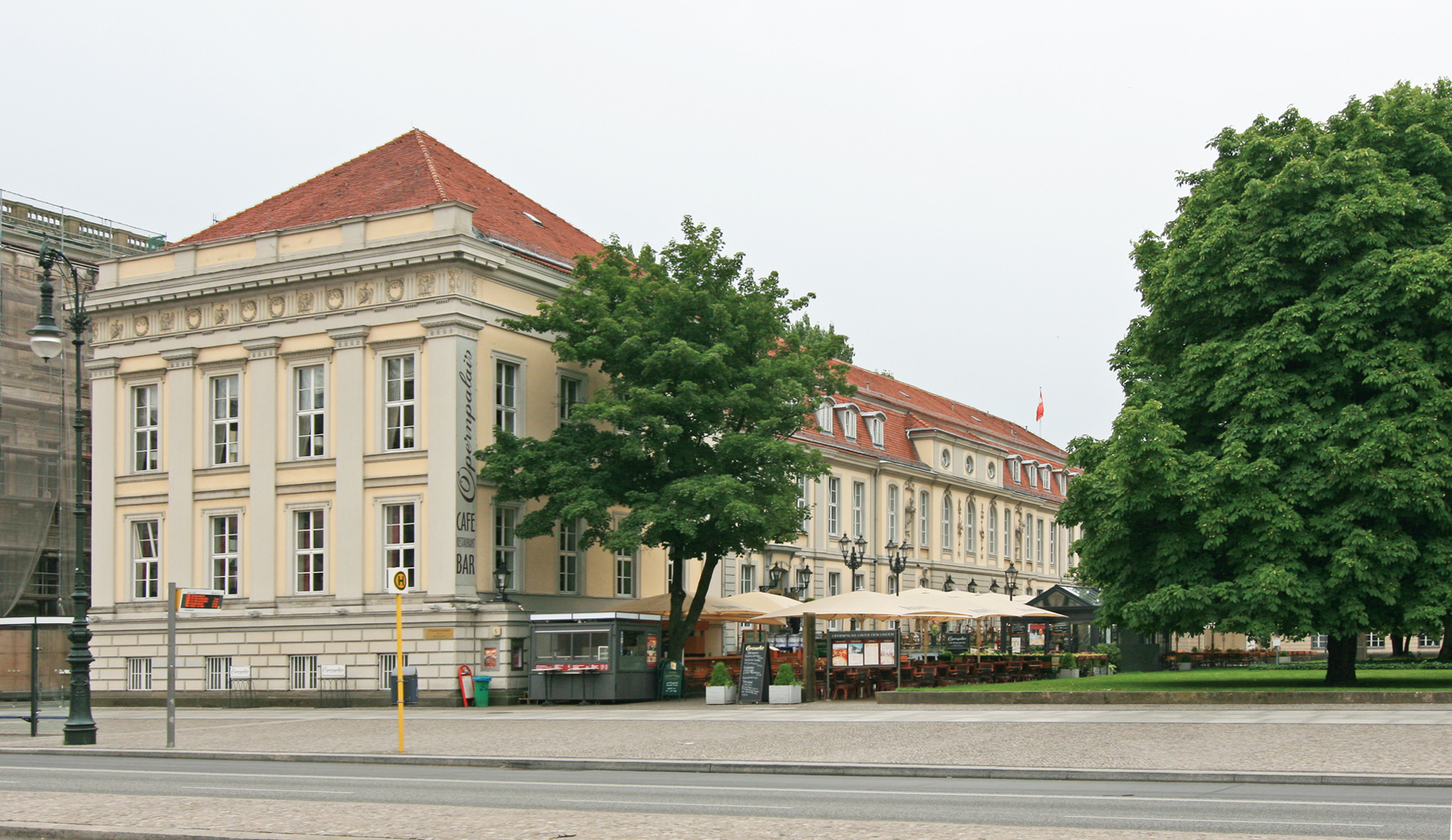
Палац принцес на Унтер-ден-Лінден в Берліні

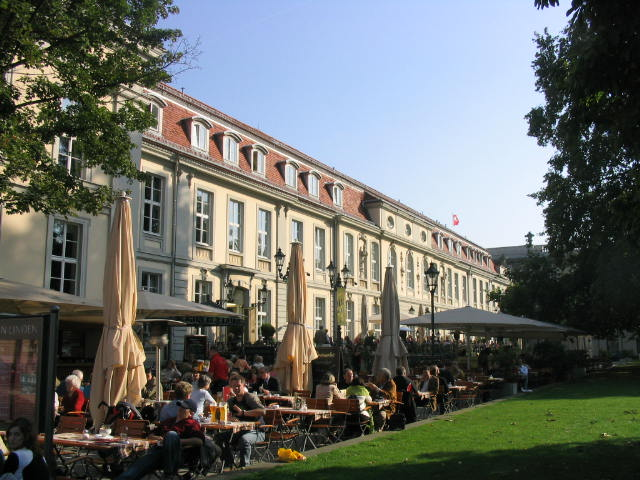
У сучасному Палаці принцес розміщується ресторан Opernpalais

52°31′01″ пн. ш. 13°23′46″ сх. д. / 52.5169° пн. ш. 13.3961° сх. д.
Палац принцес ( нім. Prinzessinnenpalais) — колишній палац Гогенцоллернів на вулиці Унтер-ден-Лінден в берлінському районі Мітте.
У 1733 році під керівництвом Фрідріха Вільгельма Дитерихса дві будівлі, побудовані в 1730 році, були перебудовані в палац, що стоїть перпендикулярно вулиці Унтер-ден-Лінден. У 1755 році палац придбав маркграф Бранденбург-Шведту Генріх Фрідріх. У власність Гогенцоллернів палац перейшов у 1788 році. У 1811 році за проектом Генріха Генца був зведений парадний фасад на Унтер-ден-Лінден, а за проектом Карла Фрідріха Шинкеля палац був з'єднаний арочними воротами з Палацом кронпринців . Після цієї перебудови для дочки короля Фрідріха Вільгельма III палац отримав ім'я «Палац принцес».
До 1918 року в палаці проживали члени прусської правлячої династії, як, наприклад, вдова кайзера Фрідріха III, але також і чиновники. Резиденція королев, палац Монбіжу, був на іншому березі Шпрее.
У 1931 році в палаці відкрився музей Шинкеля. Після Другої світової війни при відновленні будівлі в 1962-1964 роках зберегли тільки зовнішні стіни і фасад. Заслуговують на увагу сходові огорожі зі зруйнованого Бухского палацу.
В даний час в будівлі розміщується гастрономічний комплекс Opernpalais Unter den Linden.